# Marie-Cessette Dumas
Pour les articles homonymes, voir Dumas.
Marie-Cessette Dumas est une esclave affranchie de Saint-Domingue (actuel Haïti) et la mère du général  Thomas Alexandre Dumas, la grand-mère du romancier Alexandre Dumas et l'arrière-grand-mère du dramaturge Alexandre Dumas fils et de l'écrivain Henry Bauër. 

## Biographie
Marie-Cessette Dumas était une femme d'ascendance africaine, esclave achetée puis affranchie par le marquis Alexandre Antoine Davy de la Pailleterie (26 février 1714, Belleville-en-Caux - 15 juin 1786, Saint-Germain-en-Laye), qui, ruiné, était parti à Saint-Domingue alors colonie française. La tradition veut qu'elle devienne son épouse, mais Alexandre de la Pailleterie cherchant surtout à se cacher et l'absence d'un acte de mariage retrouvé font qu'il paraît peu vraisemblable qu'il y ait eu union.  
Toujours est-il que le couple élève quatre enfants, un fils et trois filles, dont une est née d'une précédente relation. Leur fils, Thomas Alexandre Dumas, né en 1762, (père d'Alexandre Dumas) devient général sous la Révolution. Le couple vivait dans une plantation appelée la Guinaudée (ou Guindete) près de Jérémie à l'extrême ouest de la colonie française de Saint-Domingue, jusqu'au départ d'Antoine Davy de la Pailleterie pour la France en 1775.
Marie-Cessette aurait été faussement déclarée morte vers 1772,  deux documents notariés signés en 1786 et en 1801 par le futur général Dumas prouveraient qu'il savait sa mère vivante jusqu'en 1786.